# Yosef Hayim Yerushalmi
Yosef Hayim Yerushalmi (Nueva York, 20 de mayo de 1932 - ídem 8 de diciembre de 2009) fue un historiador judeo-estadounidense, autoridad en la historia judía, especialmente de los judíos sefardíes, los cristianos nuevos y los marranos. En su obra más importante, Zakhor o Zajor ("acuérdate", en idioma hebreo), plantea la relación de los judíos con la historia y la memoria.

## Biografía
Nació en el Bronx, en el seno de una familia de emigrantes judíos rusos, originaria de Pinsk por parte de madre y de Goloskov (cerca de Odessa) por parte de padre. Su condición religiosa era de un judaísmo no ortodoxo. Desde la infancia dominó el hebreo (que le enseñó su padre), el inglés y el yiddish. Frecuentaba las yeshivot de Nueva York, donde recibió una sólida formación judaica. En 1953 obtuvo un diploma de la Yeshiva University y, cuatro años más tarde, se ordena rabino en el Jewish Theological Seminary. En 1959 contrajo matrimonio con Ophra, una pianista llegada de Israel para estudiar con Claudio Arrau. Tuvieron un hijo llamado Ariel.
Emprendió estudios historiográficos y obtuvo un doctorado en la Universidad de Columbia en 1966, con una tesis sobre el médico y filósofo marrano del siglo XVII Isaac Cardoso, dirigida por Salo Wittmayer Baron, uno de los mayores especialistas de la historia del pueblo judío. Trabajó un año como rabino en una sinagoga de Nueva York, pero se orientó hacia la investigación y la enseñanza, obteniendo un puesto de profesor de hebreo y de historia judía y de civilización sefardí en la Universidad de Harvard, donde ocupó desde 1971 la cátedra Jacob E. Safra. En 1980 dejó Harvard por Columbia, donde reanudó la cátedra de historia judía Salo Baron, que este historiador (el director de su tesis) había regentado hasta 1963. Continuó en ella hasta 2008. Durante 28 años dirigió el Institute for Israel and Jewish Studies de Columbia, donde acogió numerosos estudiantes que se convirtieron en renombrados historiadores del judaísmo.
Murió en Manhattan, donde vivía, a la edad de 77 años.

## Obra
Yerushalmi se interesó especialmente por el estudio de los judíos sefardíes, los cristianos nuevos y los marranos. Sus investigaciones sobre los conversos le llevaron a ver en la dualidad de su estado una posibilidad de esclarecimiento de la condición judía moderna. Así, según él, la identidad judía contemporánea no es tanto una cuestión de herencia que de elección. Estas reflexiones pioneras sobre la relación de la memoria, la historia y el pasado, se concretaron en su más conocido ensayo: Zakhor: Jewish History and Jewish Memory, obra que, además de influenciar significativamente a los historiadores judíos de la siguiente generación, serviría de referencia en los debates sobre la memoria histórica que dominan la historiografía y el panorama intelectual desde los años ochenta.
Al comienzo de los años noventa, Yerushalmi se interesó por el Moisés de Freud y propuso, por primera vez, una evaluación historiográfica de un texto fuertemente debatido y problemático, contribuyendo al surgimiento de un largo debate de especialistas sobre la figura de Moisés, que no ha terminado aún.
Yosef Hayim Yerushalmi está considerado como uno de los mayores investigadores de la historia judía, y su obra como una forma de meditación sobre la tensión entre la memoria colectiva de un pueblo y el análisis objetivo de los hechos, que ha influenciado a toda una generación de pensadores.
Ediciones en inglés:
- Zakhor: Jewish History and Jewish Memory, 1996 (University of Washington Press, Seattle 1982)
- Israel, The Unexpected State, 2005
- Freud's Moses: Judaism Terminable and Interminable, 1993
- Haggadah and History, 1975
- From Spanish Court to Italian Ghetto, 1971

Ediciones en francés:
- Zakhor, Histoire juive et mémoire juive, éd. Gallimard, 1984, Recension Archivado el 17 de septiembre de 2011 en Wayback Machine. (en francés, en Institut européen en sciences des religions)
- De la cour d'Espagne au ghetto italien. Isaac Cardoso et le marranisme au 17e siècle, éd. Fayard, 1987
- Le Moïse de Freud, Judaïsme terminable et interminable, éd. Gallimard, 1993
- Sefardica, Essais sur l’histoire des juifs, des marranes & des nouveaux-chrétiens d’origine hispano-portugaise, éd. Chandeigne, 1998
- Serviteurs des rois et non serviteurs des serviteurs, éd. Allia, 2011

Ediciones en alemán:
- Israel, der unerwartete Staat, Tübingen: Mohr Siebeck, 2006, ISBN 978-3-16-148860-3

Ediciones en español:
- Zajor: La Historia Judía y la Memoria Judía, Anthropos, 2002, ISBN 8476586299
- El Moisés de Freud. Judaísmo terminable e interminable, Trotta, 2014, ISBN 978-84-9879-500-4

## Premios y honores
- National Jewish Book Award, 1983, 1992
- Fellow de la American Academy of Arts and Sciences
- Fellow de la American Academy for Jewish Research
- Miembro honorario de la Academia Portuguesa de la Historia
- Newman Medal for Distinguished Achievement de la City University of New York, 1976
- Fellow del National Endowment for the Humanities, 1976-77
- Rockefeller Fellow in the Humanities, 1983-84
- Guggenheim Fellow, 1989-90
- Dr. Leopold Lucas Prize de la Universidad de Tubinga, 2005[6]